# Jonatan Vinkler
Jonatan Vinkler, kulturni in literarni zgodovinar, urednik ter univerzitetni učitelj, * 30. julij 1975, Celje, Slovenija.

## Življenje in delo
Po končani Srednji tehniški šoli v Celju se je vpisal na dodiplomski študij slovenskega jezika in književnosti ter primerjalnega slovanskega jezikoslovja na Filozofski fakulteti Univerze v Ljubljani. Bil je Zoisov štipendist, za diplomo o Slovanskem narodopisu Pavla Josefa Šafaříka pa je leta 2000 prejel Prešernovo nagrado Filozofske fakultete Univerze v Ljubljani za leto 1999. Že med študijem v Ljubljani se je s področja češke književnosti, slavistike in editologije večkrat izpopolnjeval na Filozofski fakulteti Karlove univerze v Pragi, kjer je 2001. je na Oddelku za vzhodnoslovanske študije in slavistiko uspešno opravil rigorozne izpite ter obranil doktorsko disertacijo (rigorozní práce) z naslovom Pavel Josef Šafařík, Slovanský národopis a slovinská kultura, Karlova univerza pa ga je še isto leto promovirala v univerzitetni naziv doctor philosophiae (PhDr.). Konec leta 2004 je na Filozofski fakulteti v Ljubljani uspešno zagovarjal doktorsko disertacijo Češko-slovenski in slovensko-češki slovstveni stiki v 19. stoletju in bil nato leta 2005 promoviran v naziv doktorja znanosti s področja literarnih ved.
Kot vabljeni predavatelj je nastopil na več znanstvenih konferencah doma in v tujini, poleg raziskovalnega dela se je uveljavil kot projektni vodja, lektor, urednik in občasni oblikovalec knjižnih izdaj. Med ostalim je doslej delal za Slovensko filharmonijo, Založbo Novo revijo, Društvo slovenskih skladateljev, SIGIC, Rokus in Pedagoški inštitut v Ljubljani. Je glavni urednik Zbranih del Primoža Trubarja. 
Je zaposlen na Univerzi na Primorskem v Kopru, kjer je opravil podoktorski študij s področja starejše slovenske književnosti (slovensko protestantsko slovstvo 16. stoletja) in je izvoljen v naziv izrednega profesorja za književnost na Fakulteti za humanistične študije; le-tam še vedno tudi predava. Raziskovalno ga priteguje predvsem kulturna, slovstvena in intelektualna zgodovina Srednje Evrope od 16. do 19. stoletja. Je glavni urednik Založbe Univerze na Primorskem in direktor Univerzitetne knjižnice Univerze na Primorskem.
V letu 2009 je ob infrastrukturni podpori Pedagoškega inštituta razvil izvirno platformo za digitalno izdajanje najzahtevnejših knjižnih projektov Digitalno knjižnico, ki jo uredniško in oblikovalsko oskrbuje skupaj z Igorjem Ž. Žagarjem (glavni urednik).
V prostem času posveča svojo pozornost klasični glasbi; študiral je solopetje pri znanem slovenskem opernem in koncertnem tenoristu ter pedagogu Marjanu Trčku.

## Pomembnejše objave

### Monografije
- Posnemovalci, zavezniki in tekmeci. Češko-slovenski in slovensko-češki kulturni stiki v 19. stoletju. Annales, Koper 2006. (COBISS)
- Uporniki, "hudi farji" in Hudičevi soldatje: podobe iz evropskih in "slovenskih" imaginarijev 16. stoletja. Pedagoški inštitut, Ljubljana 2011. (COBISS)
- Izpod krivoverskega peresa: slovenska književnost 16. stoletja in njen evropski kontekst. Založba Univerze na Primorskem, 2020.  (COBISS)
- "Češka gos", Božji bojevniki, obstranci : češka "reformacija pred reformacijo" in njeni evropski ter slovenski konteksti, ideariji in imaginariji. Pedagoški inštitut, Ljubljana 2021. (COBISS)
- Zbrana dela Primoža Trubarja III: Articuli oli deili te prave, stare vere kersčanske (1562), Cerkovna ordninga (1564), Ta slovenski kolendar, kir vselei terpi (1557, 1582). Transkribiral, prevedel, uredil in spremno študijo napisal Jonatan Vinkler. Rokus, Ljubljana 2005. (COBISS)
- Zbrana dela Primoža Trubarja IV:  Ena molitov tih kersčenikov (1555), Ene duhovne peisni (1563), Ena duhovska peissen zupber Turke (1567), Eni psalmi, ta celi catehismus (1567), Ta celi catehismus, eni psalmi (1574), Try duhovske peissni (1575), Ta pervi psalm (1579). Transkribiral, prevedel, uredil in spremno študijo napisal Jonatan Vinkler. Rokus, Ljubljana 2006. (COBISS)
- Primož Trubar: študije k zbranim delom I-IV (skupaj z Igorjem Grdino in Faniko Vrečko). Nova revija, Ljubljana 2007, 2008. (COBISS)
- Zbrana dela Primoža Trubarja V: Ta celi psalter Davidov (1566). Transkribiral, prevedel, uredil in spremno študijo napisal Jonatan Vinkler. Rokus, Ljubljana 2009. (COBISS)
- Zbrana dela Primoža Trubarja VI: Ta celi Novi testament 1582 (skupaj s Faniko Krajnc - Vrečko). Transkribirala, prevedla in spremno besedo napisala Fanika Krajnc-Vrečko ; opombe in komentarje napisali Fanika Krajnc-Vrečko, Edi Vrečko in Jonatan Vinkler. Pedagoški inštitut, Ljubljana 2010. (COBISS)
- Zbrana dela Primoža Trubarja VIII: Tiga Noviga testamenta ena dolga predguvor (1557); En regišter, ena kratka postila (1558). Transkribiral, prevedel in uredil Jonatan Vinkler. Pedagoški inštitut, Ljubljana 2012. (COBISS)
- Zbrana dela Primoža Trubarja IX: Hišna postila (1595). Prevedli in uredili Jonatan Vinkler, Blaž Javornik in Maja Šetinc. Spremno študijo napisal Jonatan Vinkler. Pedagoški inštitut, Ljubljana 2015. (COBISS)
- Zbrana dela Primoža Trubarja XII:  Ta evangeli svetiga Matevža (1555); Ta pervi deil tiga Noviga testamenta (1557). Transkribiral, prevedel in uredil Jonatan Vinkler. Spremni študiji napisala Geza Filo in Klavdija Sedar. Pedagoški inštitut, Ljubljana 2017. (COBISS)
- Zbrana dela Primoža Trubarja XIII: Ta drugi deil tiga Noviga testamenta 1560; Svetiga Paula ta dva listy h tim Corintariem inu ta h tim Galatariem 1561; Svetiga Paula lystuvi 1567.  Transkribiral, prevedel, uredil in spremno besedo napisal Jonatan Vinkler. Pedagoški inštitut, Ljubljana 2018.  (COBISS)
- Zbrana dela Primoža Trubarja XIV:  Noviga testamenta pusledni deil 1577. Transkribiral, prevedel, uredil in spremno besedo napisal Jonatan Vinkler. Pedagoški inštitut, Ljubljana 2018.  (COBISS)